# Rossana de los Ríos
Rossana Neffa de los Rios  (Asunción, 1975. szeptember 16. –) paraguayi teniszezőnő. 1989-ben kezdte profi pályafutását, nyolc egyéni és hat páros ITF-tornát nyert meg. Legjobb egyéni világranglista-helyezése ötvenegyedik volt, ezt 2001 novemberében érte el.

## Eredményei Grand Slam-tornákon

### Egyéniben
| Torna           | 2009   | 2008   | 2007   | 2003   | 2002   | 2001   | 2000   | 1994   | 1993   | 1992 |
| --------------- | ------ | ------ | ------ | ------ | ------ | ------ | ------ | ------ | ------ | ---- |
| Australian Open | 1. kör | -      | -      | 1. kör | 2. kör | 2. kör | -      | 1. kör | -      | -    |
| Roland Garros   |        | 1. kör | 1. kör | 1. kör | 3. kör | 2. kör | 4. kör | -      | -      | -    |
| Wimbledon       |        | 1. kör | -      | 1. kör | 2. kör | 1. kör | 1. kör | -      | -      | -    |
| US Open         |        | 2. kör | -      | -      | 2. kör | 1. kör | 1. kör | -      | 1. kör | -    |

## Év végi világranglista-helyezései
| Év       | 1990 | 1991 | 1992 | 1993 | 1994 | 1999 | 2000 | 2001 |
| Helyezés | 660. | 262. | 188. | 117. | 455. | 275. | 77.  | 51.  |
| Év       | 2002 | 2003 | 2004 | 2005 | 2006 | 2007 | 2008 | 2009 |
| Helyezés | 88.  | 151. | 195. | 383. | 285. | 110. | 95.  |      |